# Höllbach (Weitenbach)
Der Höllbach ist ein linker Zufluss zum Weitenbach zwischen Gutenbrunn und Martinsberg in Niederösterreich.
Der Bach entspringt zwischen dem Großen (1001 m ü. A.) und dem Kleinen Höllberg (987 m ü. A.) nördlich des Edlesberger Teiches auf einer Höhe von rund 940 m ü. A. und fließt danach in Richtung Süden ab. Bei 876 m ü. A. ergießt er sich in den Edlesberger Teich, der auch andere Quellflüsse aufnimmt, durchfließt diesen und entwässert ihn an seiner Ostseite, wo er kurz darauf auch die ehemalige Roßmühle mit Wasserkraft versorgte. Letztlich mündet er zwischen Gutenbrunn und Martinsberg als erster größerer Zufluss linksseitig in den Weitenbach. Sein Einzugsgebiet umfasst dabei 8,0 km² in teilweise bewaldeter Landschaft.